# الکساندرا کارپنتر
الکساندرا کارپنتر (انگلیسی: Alexandra Carpenter؛ زادهٔ ۱۳ آوریل ۱۹۹۴) بازیکن هاکی روی یخ اهل ایالات متحده آمریکا است.